# Eric Clapton
Eric Patrick Clapton (Ripley, Surrey, 30. ožujka 1945.), engleski blues rock gitarist i kantautor. Tijekom karijere stekao je ugled i kod glazbenih kritičara i kod publike, kao jedan od najvažnijih i najutjecajnijih gitarista svih vremena. Clapton je jedina osoba koja je kao glazbenik tri puta uvedena u Kuću slavnih (Rock and Roll Hall of Fame): kao solo izvođač, i kao član rock grupa Yardbirds i Cream. 
Inspiriran bluesom, već više od 40 godina slovi za jednog od najboljih rock gitarista na svijetu, iako je kroz karijeru mijenjao glazbene stilove; od blues-rocka (s grupom John Mayall & the Bluesbreakers), psihodeličnog rocka (s grupom Cream), do reggaea (obrada pjesme "I Shot the Sheriff" koju je napisao Bob Marley). Svirao je u različitim sastavima, a najpoznatiji su The Yardbirds, Cream i Blind Faith, a uz to je surađivao s dugačkim nizom drugih glazbenika. 
Dvije od njegovih najvećih uspješnica, koje su i danas često središnjica njegovih scenskih nastupa su "Layla" (koju je snimio s grupom Derek and the Dominos) i blues standard "Crossroads" koju je napisao Robert Johnson.

## Početak
Eric Clapton je sin tadašnje engleske 16-godišnjakinje i 24-godišnjeg kanadskog vojnika koji je prije njegovog rođenja otišao u rat i po svršetku rata se vratio u Kanadu. Clapton je odrastao sa svojom bakom i njezinim drugim mužem, koje je smatrao svojim roditeljima, a majku starijom sestrom. Nakon nekoliko godina njegova majka se udala za drugog kanadskog vojnika i odselila se u Kanadu, a Eric je ostao s bakom u Engleskoj.
Svoju prvu gitaru (njemačku akustičnu gitaru Hoyer) dobio je za svoj 13. rođendan. Bio je neugodno iznenađen koliko je teško naučiti svirati na instrumentu s metalnim žicama zbog lošeg set-upa i gotovo je odustao od sviranja. Usprkos frustracijama, utjecaj bluesa od malih nogu potaknuo ga je na neumorno vježbanje i po nekoliko sati dnevno nakon što je nabavio rabljeni Washburn. Njegova prva električna gitara bila je Kay, kopija Gibsona ES-335. Sa 17 godina, napustivši školu, počeo je nastupati po pubovima u okolici svog rodnog grada, te se uskoro pridružio svojoj prvoj grupi "The Roosters", da bi u listopadu 1963. postao član "Yardbirdsa".

## Gitare i oprema
Clapton je kao i njegovi glazbeni suvremenici imao presudan i rasprostranjen utjecaj u popularizaciji pojedinih modela električnih i akustičnih gitara.
S Yardbirdsima je u početku mijenjao razne modele da bi sredinom 1965.g. postao ekskluzivni Gibson izvođač nakon što je u jednom londonskom music-shopu nabavio rabljeni Gibson Les Paul Sunburst Standard koji mu je kasnije ukraden. S grupama Cream i Blind Faith koristi gitare Gibson Firebird, Gibson-ES335 i Gibson SG. Dvije nazanimljivije i najznačajnije gitare koje je Clapton koristio prije odlaska u solo vode, zasigurno su već prije spomenuti Gibson 1960 Les Paul Standard nazvan "Beano burst" te Gibson SG Standard nazvan "Fool SG". Clapton je koristio "Beano" Les Paul na albumu grupe John Mayall and the Bluesbreakers "Blues Breakers with Eric Clapton" (album poznat i pod imenom "Beano album" zbog toga što Clapton na slici albuma drži strip imena "Beano"). Od tuda dolazi i naziv "Beano" Les Paul. Možda još zanimljivija gitara je SG Standard poznatija kao "Fool SG" ili "Fool Guitar". Clapton počinje koristiti "Fool SG" nakon što mu je 1966.g. ukraden "Beano" Les Paul. "Fool SG" je Gibson SG Standard iz 1964, zanimljiva zbog specifičnog psihodeličnog crteža na tijelu gitare. Crtež je napravio nizozemski grafički studio "The Fool", pa od tuda vjerojatno i naziv gitare. Ovo je gitara koju Clapton najčešće koristi u periodu od 1966. do studenoga 1968.
Krajem 1969. Clapton prelazi na Fender Stratocaster pod utjecajem glazbenika kao što su Buddy Holly, Buddy Guy i posebno Jimi Hendrix i Steve Winwood. Prvi njegov Strat je dobio nadimak "Brownie", kupljen je u Londonu i na njemu su odsvirana prva dva albuma Claptonove solo karijere uključivo i hitove poput "Layle" i obrade J.J. Caleove "After Midnight". Nakon 1971. "Brownie" služi kao druga gitara glavnom Ericovom Stratu zvanom "Blackie". Krajem 1970. tijekom američke turneje s Dominos, Clapton je u Nashvilleu u jednoj trgovini kupio šest rabljenih Stratova proizvedenih 1956./1957. po cijeni od 100 dolara svaki. Po jednog su dobili na poklon njegovi bliski prijatelji George Harrison, Steve Winwood i Pete Townshend, a od preostala tri Clapton je (koristeći njihove najbolje komponente) sastavio "Blackie". Bila mu je omiljena studijska i scenska gitara do umirovljenja 1985. zbog problema s vratom.
Clapton za električne gitare koristi žice Ernie Ball Slinky (.010) i Super Slinky (.009).
Za akustične gitare koristi žice Phosphor Bronze Light, MEC-12 Light, kao i razne modele gitara C.F.Martin & Company, od kojih je najpoznatiji 000-42 na kojem je odsvirao album Unplugged. U novije vrijeme koristi posebno dizajniranu gitaru istog proizvođača s njegovim potpisom; model 000-ECHF.
Od pojačala najčešće je koristio Marshall i VOX AC-30, a jedan od načina na koji je postizao svoj jedinstveni distorzirani, puni, ali prigušeni zvuk (i koji su mnogi bezuspješno pokušavali postići), da je na pojačalu potenciometar "volume" bilo na maksimumu, a na gitari potenciometar "tone" na nuli (npr. "Sunshine of Your Love"). Za vrijeme Cream super grupe Clapton najviše koristi Marshall pojačala i to najviše pojačalo Marshall JTM 45/100, pojačalo poznato i kao Marshall Super 100. Radi se o gitarskoj glavi jačine 100W uparenoj s dvije Marshall zvučne kutije u kojima su se nalazila po četiri zvučnika Celestion G12M 20W. Pojačalo je radilo na lampama KT66, koje su najzaslužnije za "topao" gitarski zvuk po kojem je Clapton poznat na početku svoje karijere. Ovo pojačalo Clapton intenzivno koristi u periodu između 1966. i 1967. Zbog toga je uvaženo mišljenje da je album "Fresh Cream" grupe Cream u potpunosti snimljen na ovom pojačalu. Nakon 1967. Clapton prelazi na novu liniju pojačala tvrtke Marshall, imenom Marshall Super Lead koja su poznata i kao "Plexi" pojačala. Radi se o pojačalu snage 100W no ovog puta s lampama EL34 što ponovno Claptonu daje drugačiji zvuk. Ovo pojačalo je puno agresivnije u smislu da je glasnije i brže "distorzira".

## Diskografija

### Rane godine (1960-e)
| Godina                                                   | Naslov                                                 | Najviša pozicija na top-listama        | Najviša pozicija na top-listama        |                                        |                                        |
| Godina                                                   | Naslov                                                 | UK                                     | US                                     |                                        |                                        |
| s grupom The Yardbirds (1963. – 1965.)                   | s grupom The Yardbirds (1963. – 1965.)                 | s grupom The Yardbirds (1963. – 1965.) | s grupom The Yardbirds (1963. – 1965.) | s grupom The Yardbirds (1963. – 1965.) | s grupom The Yardbirds (1963. – 1965.) |
| -------------------------------------------------------- | ------------------------------------------------------ | -------------------------------------- | -------------------------------------- | -------------------------------------- | -------------------------------------- |
| 1963.                                                    | London 1963: The First Recordings!                     | —                                      | —                                      |                                        |                                        |
| 1964.                                                    | Five Live Yardbirds (uživo)                            | —                                      | —                                      |                                        |                                        |
| 1965.                                                    | For Your Love                                          | —                                      | —                                      |                                        |                                        |
| 1965.                                                    | Having a Rave Up (kompilacija)                         | —                                      | —                                      |                                        |                                        |
| 1966.                                                    | Sonny Boy Williamson and The Yardbirds (uživo)         | —                                      | —                                      |                                        |                                        |
| 1971.                                                    | Guitar Boogie (kompilacija)                            | —                                      | —                                      |                                        |                                        |
| s grupom The Immediate All-Stars (1965.)                 |                                                        |                                        |                                        |                                        |                                        |
| 1968.                                                    | Blues Anytime Vol. 1 (kompilacija)                     | —                                      | —                                      |                                        |                                        |
| 1968.                                                    | Blues Anytime Vol. 2 (kompilacija)                     | —                                      | —                                      |                                        |                                        |
| 1968.                                                    | Blues Anytime Vol. 3 (kompilacija)                     | —                                      | —                                      |                                        |                                        |
| s grupom John Mayall & the Bluesbreakers (1965. – 1966.) |                                                        |                                        |                                        |                                        |                                        |
| 1966.                                                    | Blues Breakers with Eric Clapton                       | 6                                      | —                                      |                                        |                                        |
| s grupom Powerhouse (1966.)                              |                                                        |                                        |                                        |                                        |                                        |
| 1966.                                                    | What's Shakin' (kompilacija)                           | —                                      | —                                      |                                        |                                        |
| s grupom Cream (1966. – 1968. te 2005.)                  |                                                        |                                        |                                        |                                        |                                        |
| 1966.                                                    | Fresh Cream                                            | 6                                      | 39                                     | US: Gold                               |                                        |
| 1967.                                                    | Disraeli Gears                                         | 5                                      | 4                                      | US: Platinum                           |                                        |
| 1968.                                                    | Wheels of Fire                                         | 3                                      | 1                                      | US: Gold                               |                                        |
| 1969.                                                    | Goodbye                                                | 1                                      | 2                                      | US: Gold                               |                                        |
| 1969.                                                    | Best of Cream (kompilacija)                            | 6                                      | 3                                      | US: Gold                               |                                        |
| 1970.                                                    | Live Cream (uživo)                                     | 4                                      | 15                                     |                                        |                                        |
| 1972.                                                    | Live Cream Volume II (uživo)                           | 15                                     | 27                                     |                                        |                                        |
| 1972.                                                    | Heavy Cream (kompilacija)                              | —                                      | 135                                    |                                        |                                        |
| 1983.                                                    | Strange Brew (kompilacija)                             | —                                      | —                                      | US: Platinum                           |                                        |
| 1995.                                                    | The Very Best of Cream (kompilacija)                   | —                                      | —                                      | US: Gold                               |                                        |
| 1997.                                                    | Those Were the Days (box set)                          | —                                      | —                                      |                                        |                                        |
| 2000.                                                    | 20th Century Masters (kompilacija)                     | —                                      | —                                      |                                        |                                        |
| 2003.                                                    | BBC Sessions (kompilacija)                             | 100                                    | —                                      |                                        |                                        |
| 2005.                                                    | Cream Gold (kompilacija)                               | —                                      | —                                      |                                        |                                        |
| 2005.                                                    | I Feel Free Ultimate Cream (kompilacija)               | —                                      | —                                      |                                        |                                        |
| 2005.                                                    | Royal Albert Hall London May 2-3-5-6, 2005 (uživo)     | 61                                     | 59                                     |                                        |                                        |
| s grupom Blind Faith (1968. – 1969.)                     |                                                        |                                        |                                        |                                        |                                        |
| 1969.                                                    | Blind Faith                                            | 1                                      | 1                                      | US: Platinum                           |                                        |
| s Johnom Lennonom i Plastic Ono Bandom (1969.)           |                                                        |                                        |                                        |                                        |                                        |
| 1969.                                                    | Live Peace in Toronto 1969 (uživo)                     | —                                      | 10                                     |                                        |                                        |
| s grupom Delaney & Bonnie & Friends (1969. – 1970.)      |                                                        |                                        |                                        |                                        |                                        |
| 1970.                                                    | On Tour with Eric Clapton (uživo)                      | 39                                     | 29                                     | US: Gold                               |                                        |
| s Vivian Stanshall i Sean Head Showband (1970.)          |                                                        |                                        |                                        |                                        |                                        |
| 1974.                                                    | The History of the Bonzos (kompilacija)                | —                                      | —                                      |                                        |                                        |
| 1992.                                                    | Cornology (kompilacija)                                | —                                      | —                                      |                                        |                                        |
| 2000.                                                    | New Tricks (kompilacija)                               | —                                      | —                                      |                                        |                                        |
| s grupom Derek and the Dominos (1970. – 1971.)           |                                                        |                                        |                                        |                                        |                                        |
| 1970.                                                    | Layla and Other Assorted Love Songs                    | —                                      | 16                                     | US: Gold                               |                                        |
| 1973.                                                    | In Concert (uživo)                                     | 36                                     | 20                                     | US: Gold                               |                                        |
| 1990.                                                    | The Layla Sessions: 20th Anniversary Edition (box set) | —                                      | 157                                    |                                        |                                        |
| 1994.                                                    | Live at the Fillmore (uživo)                           | —                                      | —                                      |                                        |                                        |

### Solo karijera (1970-e - do danas)

#### Studijski albumi
| Godina | Naslov                                     | Najviša pozicija na top-listama | Najviša pozicija na top-listama |                       |
| Godina | Naslov                                     | UK                              | US                              |                       |
| ------ | ------------------------------------------ | ------------------------------- | ------------------------------- | --------------------- |
| 1970.  | Eric Clapton                               | 17                              | 13                              |                       |
| 1974.  | 461 Ocean Boulevard                        | 3                               | 1                               | US: Gold              |
| 1975.  | There's One in Every Crowd                 | 15                              | 21                              |                       |
| 1976.  | No Reason to Cry                           | 8                               | 15                              |                       |
| 1977.  | Slowhand                                   | 23                              | 2                               | US: 3× Multi-Platinum |
| 1978.  | Backless                                   | 18                              | 8                               | US: Platinum          |
| 1981.  | Another Ticket                             | 18                              | 7                               | US: Gold              |
| 1983.  | Money and Cigarettes                       | 13                              | 16                              |                       |
| 1985.  | Behind the Sun                             | 8                               | 34                              | US: Platinum          |
| 1986.  | August                                     | 3                               | 37                              | US: Gold              |
| 1989.  | Journeyman                                 | 2                               | 16                              | US: 2× Multi-Platinum |
| 1994.  | From the Cradle                            | 1                               | 1                               | US: 3× Multi-Platinum |
| 1998.  | Pilgrim                                    | 6                               | 4                               | US: Platinum          |
| 2000.  | Riding with the King (s B.B. Kingom)       | 15                              | 77                              | US: 2× Multi-Platinum |
| 2001.  | Reptile                                    | 7                               | 5                               | US: Gold              |
| 2004.  | Me and Mr. Johnson                         | 10                              | 6                               | US: Gold              |
| 2004.  | Sessions for Robert J (CD and DVD package) | 105                             | 172                             |                       |
| 2005.  | Back Home                                  | 19                              | 13                              | US: Gold              |
| 2006.  | The Road to Escondido (s JJ Caleom)        | 50                              | 23                              | US: Gold              |
| 2010.  | Clapton                                    |                                 |                                 | US:                   |
| 2013.  | Old Sock                                   |                                 |                                 |                       |
| 2016.  | I Still Do                                 |                                 |                                 |                       |
| 2018.  | Happy Xmas                                 |                                 |                                 |                       |
| 2024.  | Meanwhile                                  |                                 |                                 |                       |

#### Albumi uživo
| Godina | Naslov                                               | Najviša pozicija na top-listama | Najviša pozicija na top-listama |                                  |
| Godina | Naslov                                               | UK                              | US                              |                                  |
| ------ | ---------------------------------------------------- | ------------------------------- | ------------------------------- | -------------------------------- |
| 1973.  | Eric Clapton's Rainbow Concert                       | 19                              | 18                              |                                  |
| 1975.  | E. C. Was Here                                       | 14                              | 20                              |                                  |
| 1980.  | Just One Night                                       | 3                               | 2                               | US: Gold                         |
| 1983.  | Time Pieces Vol.II Live In The Seventies             | —                               | —                               |                                  |
| 1991.  | 24 Nights                                            | 17                              | 38                              | US: Gold                         |
| 1992.  | Unplugged                                            | 2                               | 1                               | US: Diamond (10× Multi-Platinum) |
| 1996.  | Crossroads 2: Live in the Seventies (box set)        | 115                             | 137                             |                                  |
| 2002.  | One More Car, One More Rider                         | 69                              | 43                              |                                  |
| 2009.  | Live from Madison Square Garden sa Steveom Winwoodom | 40                              | 14                              |                                  |

#### Kompilacijski albumi
| 1972. | The History of Eric Clapton                      | 20 | 6   |                       |              |
| 1972. | Eric Clapton at His Best                         | —  | 87  |                       |              |
| 1973. | Clapton                                          | —  | 67  |                       |              |
| 1981. | Steppin' Out                                     | —  | —   |                       |              |
| 1982. | Time Pieces: The Best of Eric Clapton            | 20 | 101 | US: 7× Multi-Platinum | UK: Gold     |
| 1983. | Time Pieces Vol.II Live In The Seventies         | —  | —   |                       |              |
| 1984. | Backtrackin'                                     | 29 | —   |                       |              |
| 1987. | The Cream of Eric Clapton (UK)                   | 3  | —   | UK: 3× Multi-Platinum |              |
| 1988. | Crossroads (box set)                             | —  | 34  | US: 3× Multi-Platinum |              |
| 1991. | Eric Clapton Story                               | —  | —   |                       |              |
| 1993. | Stages                                           | —  | —   |                       |              |
| 1995. | The Cream of Clapton (US)                        | 3  | —   | US: 2× Multi-Platinum |              |
| 1999. | Blues                                            | 52 | 52  | US: Gold              |              |
| 1999. | Clapton Chronicles: The Best of Eric Clapton     | 6  | 20  | US: Platinum          | UK: Platinum |
| 2003. | Martin Scorsese Presents The Blues: Eric Clapton | —  | —   |                       |              |
| 2007. | Complete Clapton                                 | 2  | 14  |                       |              |

### Filmska glazba
| Godina | Naslov |
| ------ | --- |
| 1985.  | Back to the Future: Music from the Motion Picture Soundtrack - track "Heaven Is One Step Away"                   |
| 1985.  | Edge of Darkness - soundtrack album za televizijsku dramu Edge of Darkness                                       |
| 1987.  | Lethal Weapon - soundtrack album za film, Lethal Weapon, autori: Michael Kamen, Eric Clapton i David Sanborn     |
| 1988.  | Homeboy - soundtrack album za film, Homeboy, autori: Michael Kamen i Eric Clapton                                |
| 1989.  | Lethal Weapon 2 - soundtrack album za film, Lethal Weapon 2, autori: Michael Kamen i Eric Clapton                |
| 1991.  | Rush - soundtrack album za film, Rush                                                                            |
| 1992.  | Lethal Weapon 3 - soundtrack album za film, Lethal Weapon 3, autori: Michael Kamen i Eric Clapton                |
| 1996.  | Phenomenon: Music From The Motion Picture - track "Change the World"                                             |
| 1998.  | Lethal Weapon 4 - soundtrack album za film, Lethal Weapon 4, autori: Michael Kamen, Eric Clapton i David Sanborn |
| 1999.  | The Story of Us - soundtrack album za film, The Story of Us                                                      |

## Singlovi

### Rana karijera (1960-e – rane 1970-e)
| Godina                                                   | Naslov                                                                    | Najviša pozicija na top-listama | Najviša pozicija na top-listama | Najviša pozicija na top-listama |  |
| Godina                                                   | Naslov                                                                    | UK                              | US                              | CN                              |  |
| s grupom The Yardbirds (1963. – 1965.)                   |                                                                           |                                 |                                 |                                 |  |
| 1964.                                                    | "I Wish You Would" / "A Certain Girl"                                     | —                               | —                               | —                               |  |
| 1964.                                                    | "Good Morning Little Schoolgirl" / "I Ain't Got You"                      | —                               | —                               | —                               |  |
| 1965.                                                    | "For Your Love" / "Got To Hurry"                                          | 3                               | 6                               | 1                               |  |
| s grupom John Mayall & the Bluesbreakers (1965. – 1966.) |                                                                           |                                 |                                 |                                 |  |
| 1965.                                                    | "I'm Your Witchdoctor" / "Telephone Blues"                                | —                               | —                               | —                               |  |
| 1966.                                                    | "Lonely Years" / "Bernard Jenkins"                                        | —                               | —                               | —                               |  |
| 1966.                                                    | "Parchman Farm" / "Key to Love"                                           | —                               | —                               | —                               |  |
| s grupom Cream (1966. – 1968.)                           |                                                                           |                                 |                                 |                                 |  |
| 1966.                                                    | "Wrapping Paper" / "Cat's Squirrel"                                       | 34                              | —                               | —                               |  |
| 1966.                                                    | "I Feel Free" / "N.S.U."                                                  | 11                              | 116                             | —                               |  |
| 1967.                                                    | "Strange Brew" / "Tales of Brave Ulysses"                                 | 17                              | —                               | —                               |  |
| 1967.                                                    | "Spoonful - Part 1" / "Spoonful - Part 2"                                 | —                               | —                               | —                               |  |
| 1968.                                                    | "Sunshine of Your Love" / "SWLABR"                                        | 25                              | 5                               | 3                               |  |
| 1968.                                                    | "Anyone for Tennis (The Savage Seven theme)" / "Pressed Rat and Warthog"  | 40                              | 64                              | 37                              |  |
| 1968.                                                    | "White Room" / "Those Were the Days"                                      | 28                              | 6                               | 2                               |  |
| 1969.                                                    | "Crossroads" (uživo) / "Passing the Time"                                 | —                               | 28                              | 13                              |  |
| 1969.                                                    | "Badge" / "What a Bringdown"                                              | 18                              | 60                              | 49                              |  |
| 1969.                                                    | "Lawdy Mama" / "Sweet Wine"                                               | —                               | —                               | —                               |  |
| s Johnom Lennonom i Plastic Ono Band (1969.)             |                                                                           |                                 |                                 |                                 |  |
| 1969.                                                    | "Cold Turkey" / "Don't Worry Kyoko"                                       | —                               | 30                              | —                               |  |
| s grupom Delaney & Bonnie & Friends (1969. – 1970.)      |                                                                           |                                 |                                 |                                 |  |
| 1969.                                                    | "Comin' Home" / "Groupie (Superstar)"                                     | 16                              | 84                              | —                               |  |
| s Vivian Stanshall i Sean Head Showband (1970.)          |                                                                           |                                 |                                 |                                 |  |
| 1970.                                                    | "Labio-Dental Fricative" / "Paper Round"                                  | —                               | —                               | —                               |  |
| s grupom Derek and the Dominos (1970.)                   |                                                                           |                                 |                                 |                                 |  |
| 1970.                                                    | "Tell the Truth" / "Roll It Over"                                         | —                               | —                               | —                               |  |
| 1971.                                                    | "Bell Bottom Blues" / "Keep on Growing"                                   | —                               | 91                              | —                               |  |
| 1971.                                                    | "Layla" / "I am Yours"                                                    | —                               | 10                              | 9                               |  |
| 1972.                                                    | "Layla" / "Bell Bottom Blues"                                             | 7                               | —                               | —                               |  |
| 1973.                                                    | "Bell Bottom Blues" / "Little Wing"                                       | —                               | 78                              | —                               |  |
| 1973.                                                    | "Why Does Love Got to Be So Sad" (uživo) / "Presence of the Lord" (uživo) | —                               | —                               | —                               |  |
| 1982.                                                    | "Layla" / "Bell Bottom Blues" (re-izdanje)                                | 4                               | —                               | —                               |  |

### Solo karijera (1970-e – do danas)
| Godina | Naslov                                            | Najviša pozicija na top-listama | Najviša pozicija na top-listama | Najviša pozicija na top-listama |
| Godina | Naslov                                            | UK                              | US                              | CN                              |
| ------ | ------------------------------------------------- | ------------------------------- | ------------------------------- | ------------------------------- |
| 1970.  | "After Midnight" "Easy Now"                       | —                               | 18                              | 10                              |
| 1972.  | "Let It Rain" "Easy Now"                          | —                               | 48                              | 42                              |
| 1974.  | "I Shot the Sheriff" "Give Me Strength"           | 9                               | 1                               | 1                               |
| 1974.  | "Willie and the Hand Jive" "Mainline Florida"     | —                               | 26                              | 31                              |
| 1975.  | "Swing Low Sweet Chariot" "Pretty Blue Eyes"      | 19                              | —                               | —                               |
| 1975.  | "Knockin' on Heaven's Door" "Someone Like You"    | 38                              | —                               | —                               |
| 1976.  | "Hello Old Friend" "All Our Past Times"           | —                               | 24                              | 37                              |
| 1977.  | "Carnival" "Hungry"                               | —                               | —                               | —                               |
| 1977.  | "Lay Down Sally" "Cocaine"                        | 39                              | —                               | —                               |
| 1978.  | "Lay Down Sally" "Next Time You See Her"          | —                               | 3                               | 3                               |
| 1978.  | "Wonderful Tonight" "Peaches and Diesel"          | —                               | 16                              | 15                              |
| 1978.  | "Promises" "Watch Out For Lucy"                   | 37                              | 9                               | 7                               |
| 1979.  | "If I Don't Be There By Morning" "Tulsa Time"     | —                               | —                               | —                               |
| 1980.  | "Cocaine" (uživo) "Tulsa Time" (uživo)            | —                               | 30                              | 3                               |
| 1980.  | "Blues Power" (uživo) "Early in the Morning"      | —                               | 76                              | —                               |
| 1981.  | "I Can't Stand It" "Black Rose"                   | —                               | 10                              | 15                              |
| 1981.  | "Another Ticket" "Rita Mae"                       | —                               | 78                              | —                               |
| 1982.  | "I Shot the Sheriff" "Give Me Strength"           | 64                              | —                               | —                               |
| 1983.  | "I've Got a Rock n Roll Heart" "Man In Love"      | 83                              | 18                              | 17                              |
| 1983.  | "The Shape You're In" "Crosscut Saw"              | 75                              | —                               | —                               |
| 1983.  | "Slow Down Linda" "Crazy Country Hop"             | —                               | —                               | —                               |
| 1985.  | "Forever Man" "Too Bad"                           | 51                              | 26                              | —                               |
| 1985.  | "She's Waiting" "Jailbait"                        | —                               | —                               | —                               |
| 1985.  | "See What Love Can Do" "She's Waiting"            | —                               | 89                              | —                               |
| 1987.  | "Behind the Mask" "Grand Illusion"                | 15                              | —                               | —                               |
| 1987.  | "It's In the Way That You Use It" "Bad Influence" | 77                              | —                               | —                               |
| 1987.  | "Tearing Us Apart" "Hold On"                      | 56                              | —                               | —                               |
| 1987.  | "Holy Mother" "Tangled In Love"                   | 95                              | —                               | —                               |
| 1989.  | "Bad Love" "Journeyman"                           | 25                              | —                               | —                               |
| 1989.  | "Pretending" "Journeyman"                         | —                               | 55                              | 24                              |
| 1990.  | "No Alibis" "Running on Faith"                    | 53                              | —                               | —                               |
| 1990.  | "Bad Love" "Hard Times"                           | —                               | 88                              | 36                              |
| 1990.  | "Pretending" "Hard Times"                         | 96                              | —                               | —                               |
| 1991.  | "Wonderful Tonight" (uživo)                       | 30                              | —                               | —                               |
| 1992.  | "Layla" (live, unplugged) "Signe"                 | 45                              | 12                              | 1                               |
| 1994.  | "Motherless Child" "Driftin'"                     | 63                              | —                               | 9                               |
| 1998.  | "My Father's Eyes" "Change the World"             | 33                              | 16                              | —                               |
| 1998.  | "Circus"                                          | 39                              | —                               | —                               |
| 2001.  | "I Ain't Gonna Stand For It" "Losing Hand"        | —                               | —                               | —                               |

## Vanjske poveznice
- Službena stranica